# Jenny Vertpré
Françoise Fanny Vausgien, dite Jenny Vertpré ou Madame Carmouche, née le 6 septembre 1797 à Bordeaux et morte le 3 novembre 1865 à Paris 16e, est une actrice de théâtre française.

## Biographie
Jenny Vertpré joue dès l'enfance sous le nom de Jenny au Théâtre du Vaudeville, puis devient une actrice phare du Théâtre des Variétés (1821-1825) et ensuite du Théâtre du Gymnase (1825-1834).
Directrice du St James's Theatre à Londres, elle joue encore au Théâtre de l'Odéon en 1839, année où elle prend sa retraite.
Elle épouse le dramaturge Pierre Carmouche le 30 novembre 1859 à Nice.
Elle est inhumée le 5 novembre 1865 au cimetière de Passy, 14e division, 14e ligne, n° 5. Et le 18 avril 1877, elle est transférée au cimetière de Courbevoie.

## Théâtrographie

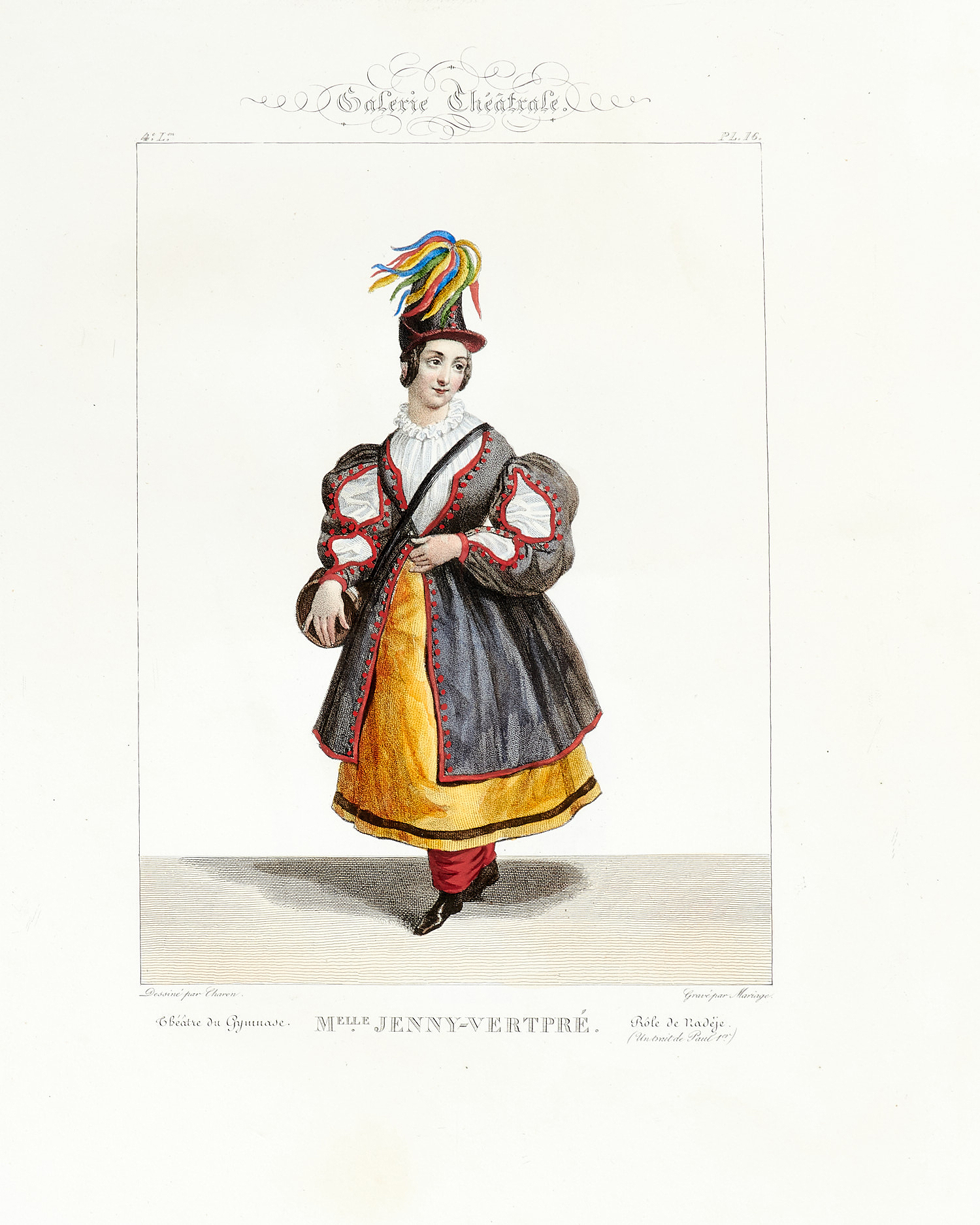
Jenny Vertpré dans le rôle de Nadèje (Un trait de Paul Ier)

- 1811 (27 février) : Riquet à la houpe d'Antoine Simonnin, Théâtre de la Gaîté : la princesse Abricotine
- 1815 (29 avril) :  La Pie voleuse, ou la Servante de Palaiseau de Louis-Charles Caigniez, théâtre de la Porte-Saint-Martin : la servante
- 1818 (28 février) : Le Petit Chaperon rouge de Frédéric Dupetit-Méré et Nicolas Brazier, Théâtre de la Porte Saint-Martin : Simplette
- 1820 (13 juin) : Le Vampire de Charles Nodier, Théâtre de la Porte Saint-Martin : Lovette
- 1826 (31 mars) : La Lune de miel d'Eugène Scribe, Mélesville et Carmouche, Théâtre du Gymnase : Poleska de Ferstein
- 1826 (10 octobre) : Le Mariage de raison d'Eugène Scribe et Antoine Varner, Théâtre du Gymnase : Madame Pinchon
- 1828 (30 janvier) : La Reine de seize ans de Jean-François Bayard, Théâtre du Gymnase : Christine
- 1833 (12 septembre) : Un trait de Paul Ier ou le Czar et la vivandière d'Eugène Scribe et Paul Duport, Théâtre du Gymnase : Nadèje
- 1835 (23 novembre) : La Petite Nichon ou la Petite Paysanne de la Moselle de Pierre-Antoine Villiers et Cuvelier de Trie, Théâtre des Variétés : Nichon
- 1837 : Le Chevalier d'Éon de Jean-François Bayard et Dumanoir, Théâtre des Variétés : Betzy
- 1838 (9 janvier) : Les Dames de la halle de Charles Dupeuty et Émile Vanderburch, Théâtre des Variétés : la marquise
- 1838 (5 avril) : Madame et Monsieur Pinchon de Bayard, Dumanoir et Adolphe d'Ennery, Théâtre des Variétés : Madame Pinchon

## Iconographie
- Son portrait peint par Félix Cottrau, daté de 1843, figure dans les collections du Musée des beaux-arts de Bordeaux[5]. Avant 1880, date de son entrée au musée, le tableau était exposé dans le foyer du Grand Théâtre de Bordeaux.